# علامة بيفور
علامة بيفور هي علامة طبية تظهر في حالات الضعف الانتقائي لعضلات البطن السفلية، وتتضمن حركة السرة نحو الأعلى عند ثني الرقبة.

## التسمية
سميت العلامة على اسم تشارلز إدوارد بيفور، عالم الأعصاب الإنجليزي (1854-1908) الذي وصفها لأول مرة.

## الفيزيولوجيا المرضية
تُعتبر علامة بيفور سمة لإصابات النخاع الشوكي في مستوي الفقرة الصدرية التاسعة والعاشرة. وتحدث العلامة عندما يكون الجزء العلوي من العضلة المستقيمة البطنية سليماً لكن الجزء السفلي منها ضعيف بسبب إصابة العمود الفقري، وبالتالي فعندما يُطلب من المريض أن يرفع رأسه وهو مستلق على السرير، فإن الجزء العلوي فقط من العضلة هو الذي ينقبض ساحبا السرة للأعلى (اتجاه الرأس). وقد لوحظت العلامة أيضًا في التصلب الجانبي الضموري، وهو مرض مرتبط بالضعف التدريجي للعضلات في مناطق متعددة من الجسم، كما لوحظت أيضا في ضمور العضلات العضلي الوعائي العضلي، وهو مرض يضعف عضلات الوجه والكتف والذراع.